# Eugen Gopko
Eugen Gopko (* 5. Januar 1991 in Koltschyno, Sowjetunion) ist ein ehemaliger deutscher Fußballspieler, der im Mittelfeld eingesetzt wurde.

## Laufbahn

### Im Verein
Eugen Gopko spielte in der Jugend in der Ukraine für den FK Mukatschewo und den FK Uzhgorod. Ein Wechsel in die Jugendabteilung von Dynamo Kiew zerschlug sich, als er 2004 mit seiner Familie nach Deutschland zog. Über die Stationen FSV Osthofen und TuS Neuhausen wechselte er 2006 zum 1. FSV Mainz 05. Dort kam er in der U-17- und A-Junioren-Bundesliga zum Einsatz und wurde in der Saison 2008/09 deutscher Meister mit den A-Junioren. In der Spielzeit 2009/10, in seinem letzten Jugendjahr, bestritt er dann auch seine ersten Partien im Seniorenbereich. Dabei spielte er zunächst für die zweite Mannschaft von Mainz in der Regionalliga West und gab schließlich am 3. Oktober 2009 sein Bundesliga-Debüt beim 2:1-Heimsieg gegen die TSG 1899 Hoffenheim, als er in der 57. Minute Miroslav Karhan ersetzte. Gopko schloss sich im Oktober 2012 dem Fußball-Regionalligisten Wormatia Worms an. Ab Juli 2019 war er für den Wormser Oberligisten TSG Pfeddersheim aktiv und kehrte im Sommer 2021 zur zweiten Mannschaft der Wormatia zurück.

### In der Nationalmannschaft
Kurz nach seinem ersten Bundesligaspiel wurde Gopko zum ersten Mal in eine Auswahlmannschaft des DFB, die U-19, berufen. Für diese debütierte er am 18. November 2009 im Freundschaftsspiel gegen Schottland.

## Erfolge
- 2009: Deutscher A-Jugend-Meister mit dem 1. FSV Mainz 05